# Lithidium pusillum
Lithidium pusillum is een rechtvleugelig insect uit de familie Lithidiidae. De wetenschappelijke naam van deze soort is voor het eerst geldig gepubliceerd in 1925 door Boris Petrovich Uvarov.